# Mark van der Werf (schaker)

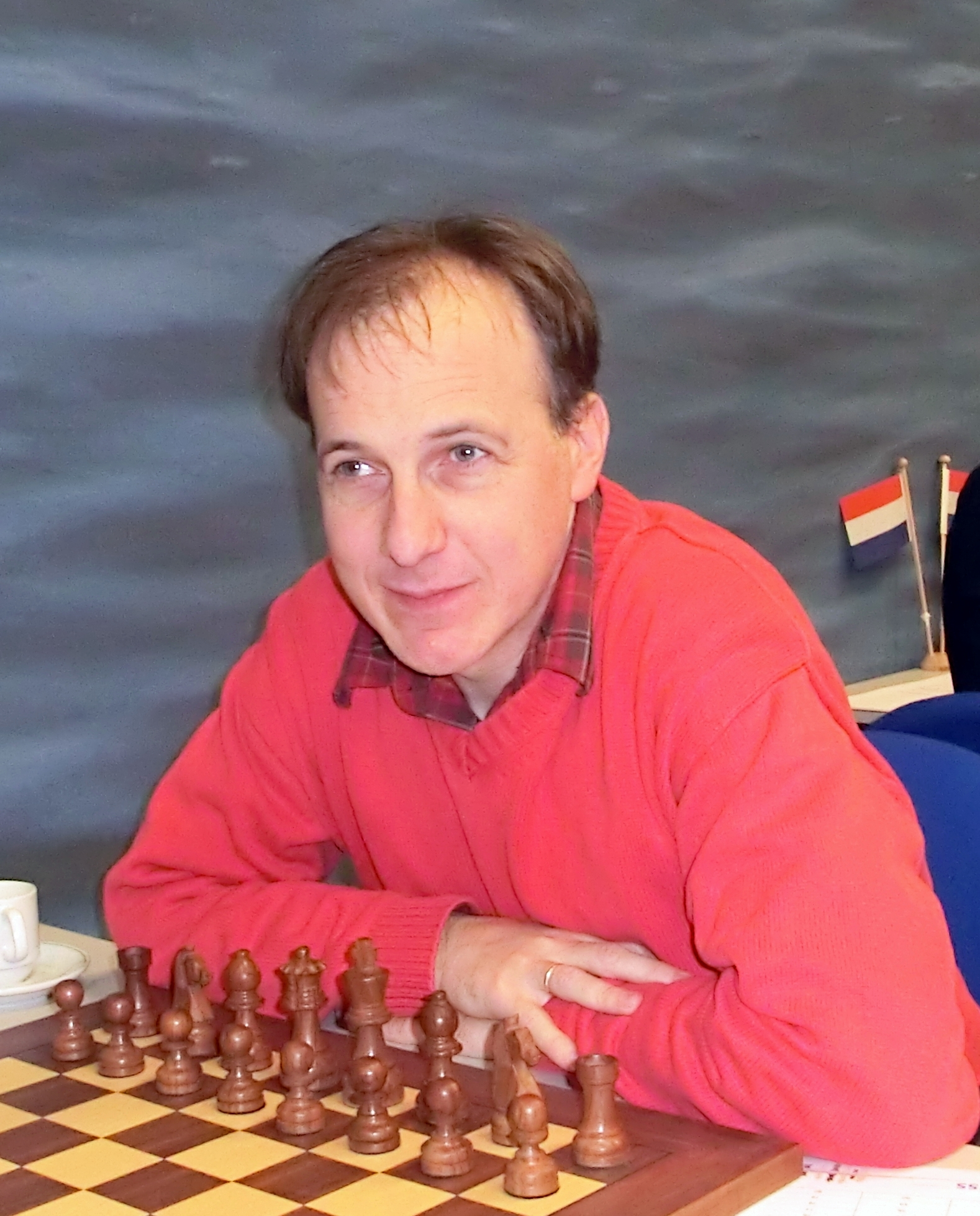
Van der Werf
(Tata Steeltoernooi 2013)

Mark van der Werf (Leeuwarden, 12 februari 1968) is een Nederlandse schaker met een FIDE-rating 2411 in 2016 en KNSB-rating van 2440 (in 2011). Hij is sinds 1993 een  internationaal meester (IM). In 2007 werd hij algemeen directeur van het bondsbureau van de Koninklijke Nederlandse Schaakbond. Hij is getrouwd met Esther de Kleuver (WIM).
- In 1996 won Van der Werf het open Snelschaaktoernooi te Amstelveen.
- In 2001 eindigde hij op het Nederlands kampioenschap schaken als negende met 2.5 punt; Loek van Wely werd eerste met 6.5  punt.
- In 2002 in Dieren eindigde hij met 6 punten op de 13e plaats nog voor Friso Nijboer.
- In het ASV-Voorjaarstoernooi in maart 2004 deelden Mark van der Werf en Ruud Janssen de eerste plaats.
- Van 25 juli t/m 4 augustus 2005 speelde Van der Werf mee in het toernooi om het Open Kampioenschap van Nederland dat in Dieren gespeeld werd en eindigde daar met 6 punten uit negen ronden op een gedeelde achtste plaats. Maksim Toerov werd eerste met 7.5 punt

## Externe koppelingen
- (en)   Informatie over schaakpartijen van Mark van der Werf op ChessGames.com
- (en)   Informatie over schaakpartijen van Mark van der Werf op 365chess.com
- (en)  FIDE-ratinggegevens voor Mark van der Werf